# Козлов, Артём Андреевич
Артём Андреевич Козлов (укр. Артем Андрійович Козлов; род. 12 августа 1992, Кременчуг, Полтавская область) — украинский футболист, нападающий.

## Игровая карьера
Футболом начал заниматься в юношеской команде: «Кремень» (Кременчуг), первый тренер — Александр Андреевич Зозуля. Футбольную карьеру начал в июле 2009 года в дубле полтавской «Ворсклы». Во время зимнего перерыва сезона 2011/12 годов уехал в Молдавию, где в марте 2012 года усилил состав «Олимпии» (Бельцы). На протяжении трех сезонов провел 45 матчей, в которых отметился 10 голами в высшем молдавском национальном дивизионе.
В конце июля 2016 года подписал контракт с родным клубом «Кремень», где в течение сезона был лидером атаки своей команды (22 гола в 31 матче). Также стал автором одного из самых быстрых голов в истории украинского профессионального футбола. В июле 2017 года стал игроком харьковского «Гелиоса», в котором провел один сезон (34 матча, 9 голов во всех турнирах).
В июне 2018 года подписал контракт с клубом «Ингулец», где в первой части сезона провел 10 матчей (1 гол) в чемпионате и 3 поединка (2 гола) в национальном кубке (по итогам сезона команда стала финалистом этого турнира). В первой половине 2019 года снова выступал в родной команде (9 матчей), с которой стал победителем второй украинской лиги. Затем играл в команде «Горняк-Спорт», в составе которой провел 13 матчей (1 гол) во всех турнирах.
Выступления в 2020 году вновь были связаны с родной командой и вновь 9 матчей, однако уже в рамках первой украинской лиги. В марте следующего года подписал контракт с черновицким футбольным клубом «Буковина», за который выступал до летнего межсезонья и провел все календарные матчи весенней части (14 матчей, 1 гол).

### В сборной
Вызывался в состав юношеской сборной Украины, в футболке которой в 2010 году провёл 1 поединок.

## Достижения
- Победитель Второй лиги Украины (1): 2018/19
- Бронзовый призёр Второй лиги Украины (1): 2016/17